# Victoria Osteen
Victoria L. Iloff Osteen (Huntsville, 28 marzo 1961) è una scrittrice statunitense, e co-pastoressa della Lakewood Church a Houston, in Texas.
È moglie del reverendo Joel Osteen.

## Biografia
Victoria Osteen è nata a Huntsville, in Alabama.
Ha vissuto nei pressi del Marshall Space Flight Center dove suo padre, Donald Iloff - un matematico della General Electric - lavorò ad un progetto missilistico guidato dallo scienziato tedesco Wernher von Braun.
Nel 1963, all'età di due anni, Osteen si trasferì con la famiglia a Houston, Texas, quando suo padre ha preso una posizione con la National Aeronautical and Space Administration (NASA).
Osteen è cresciuta in una famiglia cristiana, frequentando la Chiesa di Cristo, dove sua madre, Georgine Iloff, ha insegnato nella Scuola domenicale della comunità, suo padre invece è stato diacono.
Ha frequentato la University of Houston, dove ha studiato la psicologia, senza ottenere alcuna laurea.
Victoria ha lavorato per alcuni anni nella gioielleria di sua madre. 
Ed è stato proprio mentre lavorava nel negozio di gioielli che ha incontrato Joel Osteen, 1985, quando venne per acquistare una batteria per il suo orologio.